# Андимешк
Андимешк (на персийски: اندیمشک) е град в Иран, провинция Хузестан. При преброяването от 2010 г. има 167 126 жители.

## История
Името Андимешк се появява за първи път на клиновидни плочки от Месопотамия между 21 и 20 век пр.н.е.) под името „Адамшах“, с вероятно значение „Крокодил (Град)“. По-късно е наречен „Андамаска“ или „Андимаска“, което означава „много масло“. Градът е на път до Илам и Аншан (Лурестан), което го прави стратегически важен при Сасанидското владичество.
По времето на династия Пахлави Андимешк получава голяма част от съвременните проекти за развитие, поради местоположението си и ресурсите. Те включват железопътна линия, военен щаб и алуминиева фабрика, както и много други промишлени разработки. Градът е свързан с Транс-иранската железница през 1929 г. По време на Втората световна война е изграден тръбопровод от Абадан, тогавашната най-голяма рафинерия в света. От там горивото се зарежда на камиони и транспортира до Съветския съюз. През 1955 г. газопровода се удължава от Андимешк до Техеран.

## Язовир
Язовирът е на брега на река Кархе в северозападната част на провинция Хузестан, най-близкия град е Андимешк на изток. Той е висок 127 метра и е с капацитет на резервоара от 5,9 милиарда кубически метра. Язовирът е предназначен за напояване на 320 000 хектара земя, произвежда 520 MW хидроелектрическа енергия и предотвратява наводнения надолу по веригата. През 1956 г. започват проучвания на язовира от американската компания за развитие и ресурси, която е водена от Дейвид Е. Лилиентал. През 1990 г. окончателните проучвания са завършени от инженерите консултанти на Махаб Годс. Инженерният отдел на Ислямската революционна гвардия започва строителството на язовир Кархе през 1992 г. и го приключва през 2001 г. По време на строителството 120 договора и над осем консултативни фирми работят по язовира. 5000 работници го изграждат и 40 загиват в процеса.
Проблем за язовира е годишната загуба на капацитет на резервоара, поради ерозията на почвата в добивните райони.

## География
Андимешк е близо до подножието на планината Загрос на главната магистрала от Техеран за Ахваз, провинциалната столица на Хузестан. Главната железопътна линия от Техеран до Персийския залив е на 15 километра от Андимешк.

### Климат
Андимешк има горещ полупустинен климат, с изключително горещо лято и мека зима. Валежите са по-интензивни, отколкото в Южен Иран, и са предимно в периода от ноември до април.
| Андимешк                              | Андимешк | Андимешк | Андимешк | Андимешк | Андимешк | Андимешк | Андимешк | Андимешк | Андимешк | Андимешк | Андимешк | Андимешк | Андимешк |
| Месеци                                | яну.     | фев.     | март     | апр.     | май      | юни      | юли      | авг.     | сеп.     | окт.     | ное.     | дек.     | Годишно  |
| Абсолютни максимални температури (°C) | 28,0     | 29,0     | 36,0     | 40,5     | 46,5     | 50,0     | 53,6     | 52,0     | 48,0     | 43,0     | 35,0     | 29,0     |          |
| Средни максимални температури (°C)    | 17,2     | 19,6     | 24,1     | 30,0     | 37,5     | 43,7     | 46,0     | 44,9     | 41,7     | 34,8     | 26,2     | 19,3     |          |
| Средни температури (°C)               | 10,8     | 13,2     | 17,3     | 22,8     | 29,9     | 35,1     | 37,0     | 35,8     | 32,0     | 25,6     | 17,9     | 12,5     |          |
| Средни минимални температури (°C)     | 5,3      | 6,8      | 10,0     | 14,7     | 20,5     | 23,8     | 26,2     | 25,5     | 21,1     | 16,2     | 10,8     | 6,8      |          |
| Абсолютни минимални температури (°C)  | −9       | −4       | −2       | 3,0      | 10,0     | 16,0     | 19,0     | 16,5     | 10,0     | 6,0      | 1,0      | −2       |          |
| Средни месечни валежи (mm)            | 100,6    | 60,0     | 50,2     | 34,5     | 9,2      | 0,0      | 0,2      | 0,0      | 0,0      | 7,4      | 39,1     | 83,2     |          |
| ------------------------------------- | -------- | -------- | -------- | -------- | -------- | -------- | -------- | -------- | -------- | -------- | -------- | -------- | -------- |
| Източник: NOAA (1961 – 1990)          |          |          |          |          |          |          |          |          |          |          |          |          |          |